# 旗風 (駆逐艦)
旗風（はたかぜ）は、日本海軍の駆逐艦。神風型一等駆逐艦（2代目）の5番艦である。

## 概要
旗風（はたかぜ）は、神風型駆逐艦（2代目）の5番艦。
当初の艦名は第九駆逐艦。1924年（大正13年）8月に第九号駆逐艦として竣工後、「旗風」と改名。
太平洋戦争緒戦時、旧式化していた神風型4隻（朝風、春風、松風、旗風）は第五水雷戦隊麾下の第5駆逐隊を編成しており、南方作戦（フィリピンの戦い、蘭印作戦等）に従事。第5駆逐隊はバタビア沖海戦にも参加した。1942年（昭和17年）5月5日、本艦は第5駆逐隊より除籍。以後、船団護衛任務や対潜哨戒任務に従事した。
戦争末期の1945年（昭和20年）1月初旬、駆逐艦時雨等と共にヒ87船団を護衛して日本を出撃する。1月15日、グラティテュード作戦にともなう米軍機動部隊艦載機の攻撃により、高雄港（台湾）で沈没した。
艦名は海上自衛隊のあさかぜ型護衛艦2番艦「はたかぜ」、はたかぜ型護衛艦1番艦「はたかぜ」に引き継がれた。

## 艦歴

### 建造経緯
舞鶴工作部で建造。舞鶴工作部で建造された神風型は3隻（春風、松風、旗風）である。同工作部は、続いて神風型発展型の睦月型駆逐艦2隻（如月、菊月）建造を担当した。
1921年（大正10年）10月12日、神風型駆逐艦7隻（第一駆逐艦《神風》、第三駆逐艦《朝風》、第五駆逐艦《春風》、第七駆逐艦《松風》、第九駆逐艦《旗風》、第十一駆逐艦《追風》、第十三駆逐艦《疾風》）、若竹型駆逐艦10隻（第二駆逐艦《若竹》、第四駆逐艦《呉竹》、第六駆逐艦《早苗》、第八駆逐艦《早蕨》、第十駆逐艦《朝顔》、第十二駆逐艦《夕顔》、第十四駆逐艦《建造中止》、第十六駆逐艦《芙蓉》、第十八駆逐艦《刈萱》、第二十駆逐艦《建造中止》）および掃海艇4隻に、それぞれ艦名が与えられる。
1922年（大正11年）8月24日、第9駆逐艦は、姉妹艦や軽巡夕張および給油艦2隻（鳴戸、早鞆）と共に艦艇類別等級表に登録された。
本艦は1923年（大正12年）7月3日に起工。
1924年（大正13年）3月15日、「第九駆逐艦」として進水。
艤装中の4月24日附で「第九駆逐艦」は「第九号駆逐艦」と改称。
6月10日、日本海軍は荒糺（あらただし）少佐（当時、海風型駆逐艦2番艦山風駆逐艦長心得）を第9号駆逐艦艤装員長に任命（後任の山風艦長心得は中圓尾義三少佐）。6月19日より艤装員事務所での事務を開始する。
8月1日、荒少佐は第9号駆逐艦長心得に補職。第9号駆逐艦の初代幹部は、砲術長木下三雄大尉、航海長藤牧美徳中尉（後日、ヒ87船団時の特務艦神威艦長）、機関長原重政機関大尉。8月25日、旗風艤装員事務所を撤去。8月30日に竣工した。
本艦は第二艦隊（旗艦金剛）・第二水雷戦隊（旗艦北上）・第5駆逐隊に編入。同隊は定数4隻（第3号駆逐艦《朝風》、第5号駆逐艦《春風》、第7号駆逐艦《松風》、第9号駆逐艦《旗風》）を揃えた。
4年後の1928年（昭和3年）8月1日附で、第九号駆逐艦は旗風（はたかぜ）と改名された。

### 竣工後
本艦竣工前の1923年（大正12年）7月16日、日本海軍は第一号型駆逐艦2隻（第3号駆逐艦《朝風》、第5号駆逐艦《春風》）で第5駆逐隊（駆逐隊司令宮部光利中佐）を編制していた。
1924年（大正13年）4月5日に竣工した第7号駆逐艦（松風）は、5月1日附で第5駆逐隊に編入。第9号駆逐艦（旗風）は9月5日附で第5駆逐隊に編入（前述）。
当時の第5駆逐隊は第二艦隊・第二水雷戦隊（旗艦北上）に所属。
年末の編制替で、第二水雷戦隊旗艦は北上から軽巡洋艦五十鈴に交代した。
1925年（大正14年）6月17日、第5駆逐隊は第二水雷戦隊から第一遣外艦隊に編入、8月31日附で二水戦に復帰した。
11月10日、荒糺中佐（第9号駆逐艦長）は駆逐艦澤風艦長へ転任。古賀七三郎少佐（当時、第二艦隊参謀）が第9号駆逐艦長に補職される。
12月1日、第5駆逐隊司令は宮部光利大佐から木田新平大佐に交代。
年末の編制替でも、第5駆逐隊は引き続き第二水雷戦隊（旗艦五十鈴）に所属。
1926年（大正15年）10月16日午前0時、佐世保から大阪経由で横須賀にむけ移動中だった第二水雷戦隊（司令官坂本貞二少将）のうち、本艦以下3隻（五十鈴、第7号駆逐艦《松風》、第9号駆逐艦《旗風》）は山口県豊浦郡安岡町沖合で座礁。
第9号駆逐艦（旗風）はスクリューが破損する等の損傷を蒙る。
第9号駆逐艦（駆逐艦長古賀中佐、航海長佐藤治三郎大尉）以下関係者は処分を受けた。
12月1日、古賀七三郎中佐（第9号駆逐艦長）は第28号駆逐艦《水無月》》艤装員長へ転任。鈴木田幸造少佐が第9号駆逐艦長となる。
1927年（昭和2年）5月から8月にかけて、第5駆逐隊は第二水雷戦隊から離れる。
12月1日、第5号（春風）駆逐艦長後藤英次中佐が横須賀鎮守府附となったため、鈴木田少佐（第9号駆逐艦長）は第5号（春風）および第9号（旗風）駆逐艦長の兼務を命じられた。また第5駆逐隊司令および第3駆逐隊司令を兼務していた高橋雄三郎大佐は装甲巡洋艦「日進」艦長に補職。第3駆逐隊司令には石川哲四郎中佐。第5駆逐隊司令に公家種次大佐がそれぞれ補職された。
1928年（昭和3年）3月15日、鈴木田幸造中佐（第9号駆逐艦長兼務第5号駆逐艦長）は第23号《弥生》駆逐艦長へ転任（後日、最上型巡洋艦2番艦「三隈」初代艦長）。それまでの第23号（弥生）駆逐艦長原顕三郎中佐が、第9号（旗風）駆逐艦長と第5号（春風）駆逐艦長を兼務する。同日附で第5駆逐隊司令および第7駆逐隊司令を兼務していた高橋忠治中佐は兼務を解かれ、倉田七郎中佐が第5駆逐隊司令に補職される。
5月7日、原顕三郎中佐（第5号・第9号駆逐艦長）は第27号《皐月》駆逐艦長に補職。第27号駆逐艦長石戸勇三中佐が第32号《三日月》駆逐艦長に転じ、山中順一中佐（当時、第32号駆逐艦長）が第5号・第9号駆逐艦長を兼務する。
8月1日、第九号駆逐艦は旗風と改名（第五号駆逐艦は春風と改名）。山中中佐の職務は、旗風および春風艦長（兼務）となった。また第一号型駆逐艦は神風型駆逐艦と改名された。
12月10日、山中順一中佐（旗風・春風艦長兼務）は第14駆逐隊司令へ転任。武田喜代吾少佐（当時、駆逐艦藤艦長）が旗風及び春風駆逐艦長を兼務した。同日附で、第5駆逐隊司令は倉田七郎大佐から鈴木清中佐に交代。
1929年（昭和4年）11月1日、武田少佐（旗風・春風駆逐艦長）は春風艦長との兼務を免じられ、手束五郎少佐（当時、駆逐艦早蕨艦長）が春風艦長に補職される。
12月1日、第5駆逐隊司令は鈴木清中佐から坂本伊久太中佐に交代。
1930年（昭和5年）12月1日、武田喜代吾中佐（旗風駆逐艦長）は第6駆逐隊司令へ転任。海軍省軍務局局員白石萬隆少佐が、後任の旗風駆逐艦長となる。また第5駆逐隊司令は坂本伊久太大佐から斎藤二朗大佐に交代する。
同日附で行われた艦隊の再編により、第5駆逐隊は第一艦隊・第一水雷戦隊（旗艦川内）に所属した。
1931年（昭和6年）11月15日、白石少佐（旗風駆逐艦長）は第一水雷戦隊附となり、阪匡身少佐（当時、駆逐艦澤風艦長）が旗風駆逐艦長に補職（後日、白石はレイテ沖海戦時の第七戦隊司令官）。
12月1日、姉妹艦朝風艦長大藤正直中佐が駆逐艦雷艤装員長へ転任（後日、大藤は駆逐艦深雪沈没時の艦長）。阪少佐（旗風駆逐艦長）は朝風駆逐艦長も兼務する。同日附で第5駆逐隊司令は、斎藤二朗大佐から坂野民部中佐に交代。
1932年（昭和7年）2月21日、阪匡身少佐（旗風兼朝風艦長）は駆逐艦如月艦長へ転任（後日、戦艦扶桑艦長。同艦沈没時に戦死）。園田昇少佐が、旗風および朝風艦長を兼務する。
8月8日、第5駆逐隊司令は坂野民部中佐から中田操中佐に交代。
9月15日、手束五郎少佐（春風および松風艦長）は松風艦長の職務を解かれ、中田中佐（第5駆逐隊司令）が第5駆逐隊司令と松風艦長を兼務。また崎山釈夫少佐が朝風艦長に任命されたことで、園田昇少佐（旗風、朝風艦長）は兼務を解かれて旗風艦長に専念する。
12月1日、中田操大佐（第5駆逐隊司令・松風艦長）は横須賀鎮守府附となり、五藤存知中佐が第5駆逐隊司令と松風艦長を兼務することになった。
1933年（昭和8年）5月17日、旗風駆逐艦長は園田昇少佐から小田為清少佐へ交代。
5月20日、松村翠少佐が姉妹艦松風艦長に補職されたことで、第5駆逐隊司令五藤存知中佐は松風艦長との兼務を解かれた
11月15日、小田為清中佐は旗風駆逐艦長から勢多型砲艦2番艦比良艦長へ転任（後日、小田は練習巡洋艦香取艦長。同艦沈没時に戦死）。高橋亀四郎少佐（当時、駆逐艦藤艦長）が、後任の旗風駆逐艦長に任命された。
まだ第5駆逐隊司令も、五藤存知大佐から橋本信太郎中佐に交代した。
同日附でおこなわれた艦隊の再編により、第5駆逐隊は第一艦隊・第一水雷戦隊（旗艦川内)に所属。
1934年（昭和9年）6月13日、僚艦と共に東京湾を航行中の「旗風」は、居眠り運転の発動機船に衝突される。損傷の程度は軽く、負傷者もいなかった。
11月15日附でおこなわれた艦隊の再編により、空母2隻（鳳翔、龍驤）と第5駆逐隊（朝風、春風、松風、旗風）は第一航空戦隊を編制した。
1935年（昭和10年）2月28日、姉妹艦と共に有明湾所在の「旗風」は、第二水雷戦隊・第6駆逐隊所属の駆逐艦電（駆逐艦長有賀幸作少佐）に衝突される。
同時に吹雪型駆逐艦2隻（狭霧、敷波）の衝突事故も発生した。
旗風は艦首部分を小破したため、龍驤・鳳翔以下第一航空戦隊各艦は工作科を派遣して応急修理を実施した。
同年9月下旬、第一航空戦隊（空母2隻《龍驤、鳳翔》、第5駆逐隊《朝風、松風、春風、旗風》）は第四艦隊事件に遭遇、旗風は軽微の損傷を受ける。第一航空戦隊各艦も、それぞれ損傷した。
11月15日、第5駆逐隊司令は橋本信太郎大佐から高間完中佐に交代した。第5駆逐隊は引続き第一航空戦隊に所属した。
1936年（昭和11年）6月15日、高橋亀四郎少佐（旗風艦長）は横須賀鎮守府附となり、白露型駆逐艦5番艦春雨艤装員長を命じられる（その後、春雨初代艦長。後日、第4駆逐隊司令として駆逐艦満潮沈没時に戦死）。旗風駆逐艦長には、赤沢次壽雄少佐（当時、千鳥型水雷艇1番艦千鳥水雷艇長）が任命された。
12月1日、第5駆逐隊司令は、高間完大佐から江戸兵太郎大佐に交代した。
1937年（昭和12年）12月15日、峯風型駆逐艦2隻（太刀風、秋風）艦長を兼務していた勝見基少佐は秋風艦長を免じられ、赤澤少佐（旗風駆逐艦長）は秋風艦長に補職。松風駆逐艦長古閑孫太郎少佐が、松風および旗風駆逐艦長を兼務した。
1938年（昭和13年）1月2日、古閑孫太郎少佐（松風・旗風艦長）は兼務を解かれる（後日、古閑は駆逐艦野分艤装員長および初代艦長）。菅原六郎少佐（当時、軽巡木曾水雷長）が旗風駆逐艦長に任命される。
2月10日、神風型2隻（春風、朝風）艦長を兼務していた林利作少佐の職務は朝風艦長のみとなり、菅原六郎少佐は旗風および春風駆逐艦長を兼務する。
4月20日、第6駆逐隊司令伏見宮博義王中佐が海軍大学校教官に補職され、第5駆逐隊司令江戸兵太郎大佐は第6駆逐隊司令を兼務する。
8月23日、菅原六郎少佐（旗風艦長兼務春風艦長）は鴻型水雷艇7番艇鷺水雷艇長へ転任（後日、菅原は駆逐艦白雪艦長）。駆逐艦沖風艦長になっていた赤澤次壽雄少佐（元旗風艦長）が沖風および春風艦長を兼務。第2号掃海艇長梶原正見少佐が、第2号掃海艇長と旗風駆逐艦長を兼務した。
11月15日、日本海軍は第5駆逐隊（朝風、春風、松風、旗風）から神風型2隻（朝風、松風）を除籍し、同型2隻（朝風、松風）で第45駆逐隊を新編。江戸兵太郎大佐（第5駆逐隊司令兼第6駆逐隊司令）は第45駆逐隊司令も兼務することになった。この編制替で、第5駆逐隊は神風型2隻（春風、旗風）になった。
同日附で松崎辰治少佐（大湊防備隊分隊長）が第2号掃海艇長に補職され、梶原正見少佐は旗風駆逐艦長に専念する。
12月15日、梶原正見少佐（旗風駆逐艦長）は呉防備隊分隊長へ、川崎陸郎少佐（春風駆逐艦長）は呂号第58潜水艦長へ転任。井上規矩少佐（当時、呂号第58潜水艦長）は、春風および旗風駆逐艦長の兼務を命じられた。
同日附で、江戸兵太郎大佐（第5駆逐隊司令）は軽巡長良艦長へ転任。新美和貴大佐が第6駆逐隊司令に、荒木伝中佐が第5駆逐隊司令に、佐藤寅治郎中佐が第45駆逐隊司令に、それぞれ補職された。
1939年（昭和14年）1月10日、井上規矩少佐（春風・旗風駆逐艦長）は鷺水雷艇長へ転任、角田千代吉少佐（当時、駆逐艦芙蓉艦長）が春風および旗風駆逐艦長を兼務。
10月10日、山下鎮雄少佐が旗風駆逐艦長に補職され、角田千代吉少佐（春風・旗風艦長）は職務を解かれた。
10月20日、第5駆逐隊司令は荒木伝中佐から杉浦嘉十中佐に交代した。
1940年（昭和15年）8月15日、弟5駆逐隊司令は杉浦嘉十中佐から佐藤康夫中佐に交代。
日中戦争における第5駆逐隊は、沿岸部の封鎖や臨検、対地砲撃任務等に従事した。
10月15日、山下鎮雄少佐（旗風艦長）は駆逐艦吹雪艦長へ転任。同艦がサボ島沖海戦で沈没した際に戦死した（同海戦で、第六戦隊司令官五藤存知少将《元第5駆逐隊司令》も戦死。古鷹艦長荒木傳大佐《元第5駆逐隊司令》は生還）。
後任の旗風駆逐艦長は、入戸野焉生少佐(当時、第14号掃海艇長）。
日本海軍は11月15日附で第45駆逐隊（朝風、松風）を解隊（駆逐隊司令金桝義夫大佐は、軽巡大井艦長に補職）。同隊所属だった2隻は、元の第5駆逐隊に編入された。また同日附で第五水雷戦隊を編制（五水戦司令官原顕三郎少将）。長良型軽巡洋艦3番艦名取、第5駆逐隊（朝風、旗風、春風、松風）、第22駆逐隊（皐月、水無月、文月、長月）は第五水雷戦隊に配属され、訓練に勤しんだ。また仏印進駐作戦にも投入された。
1941年（昭和16年）4月10日、佐藤康夫大佐（第5駆逐隊司令）は朝潮型駆逐艦4隻（朝雲、夏雲、峯雲、山雲）の第9駆逐隊司令へ転任。後任の第5駆逐隊司令は、小川莚喜中佐（当時、重巡筑摩副長）。
10月20日、小川中佐（第5駆逐隊司令）は第12駆逐隊司令へ転任。野間口兼知中佐（当時、陽炎型駆逐艦5番艦夏潮艦長）が第5駆逐隊司令に補職された。

### 太平洋戦争前半の行動
太平洋戦争開戦時の第五水雷戦隊司令官は、引き続き原顕三郎少将（五水戦旗艦名取）。緒戦期の第五水雷戦隊は比島攻略部隊に所属し、開戦劈頭のフィリピンの戦いのうちのアパリ攻略戦、リンガエン湾上陸、次いでマレー作戦のシンゴラ上陸作戦支援に参加した。馬公および高雄で整備の後、蘭印作戦に参加。
1942年（昭和17年）3月1日、ジャワ島バンタム湾上陸作戦の最中にバタビア沖海戦が発生。
当時、第5駆逐隊（朝風、春風、旗風、松風）のうち「松風」は第四航空戦隊（司令官角田覚治少将。空母龍驤）護衛のため不在。3隻（朝風、春風、旗風）のみ第七戦隊第2小隊（重巡《三隈、最上》、駆逐艦《敷波》）、第五水雷戦隊・第三水雷戦隊各艦（名取、第11駆逐隊《 初雪、白雪、吹雪》、第12駆逐隊《叢雲、白雲》）等と共に、連合軍の巡洋艦2隻（パース、ヒューストン）を協同撃沈した。
旗風は直撃弾を受けるも、不発のため損害は軽微。だが魚雷の同士討ちにより陸軍輸送船団旗艦「神洲丸《龍城丸》」（第16軍司令官今村均陸軍中将座乗）以下輸送船4隻と掃海艇1隻が大破もしくは沈没した。
1942年（昭和17年）3月10日、第五水雷戦隊は解隊（五水戦司令官原顕三郎少将は第十六戦隊《名取、長良、鬼怒》司令官に補職）。これに伴い第5駆逐隊は第一南遣艦隊に転属。3月12日、旗風はシンガポールに到着した。
4月10日附の戦時編制改定にともなう南西方面艦隊新設後も、第5駆逐隊は第一南遣艦隊附属であった。
5月5日、旗風は第5駆逐隊から除籍。横須賀鎮守府警備駆逐艦となる。
5月6日、「旗風」は給糧艦伊良湖を護衛してシンガポールを出発。5月16日、旗風は横須賀に到着した。その後、横須賀を母港として船団護衛任務に従事する。
9月中旬、旗風は連合艦隊の作戦指揮下に入る。連合艦隊司令長官山本五十六大将および第四艦隊司令長官井上成美中将は、駆逐艦2隻（旗風《横須賀鎮守府》、峯風《佐世保鎮守府》）に大鷹型航空母艦2番艦雲鷹の護衛とトラック泊地進出を命じた。
9月25日、旗風は雲鷹を護衛して呉を出撃、トラック島方面へと進出する。10月1日、トラック泊地に到着。本艦は翌日より第二海上護衛隊（軽巡夕張他が所属）の指揮下に入る。
第二海上護衛隊各艦（夕張、旗風、峯風、夕月、追風、朝凪、夕凪、長運丸、浮島丸）等は各方面に分散し、トラック～ラバウル～パラオ方面の船団護衛任務に従事した。
11月7日、駆逐艦2隻（旗風《横鎮》、峯風《佐鎮》）は連合艦隊司令長官の作戦指揮を解かれ、所属鎮守府に復帰することになった（大海指第156号）。11月10日、旗風駆逐艦長を入戸野焉生少佐から小泉四郎少佐（10月25日まで駆逐艦早苗艦長）とする人事が発令される。入戸野少佐は駆逐艦初霜艦長や駆逐艦秋雲艦長を歴任し、秋雲沈没時に戦死した。
11月24日、旗風は横須賀に帰投、第二海上護衛隊での任務を終えた。引き続き、横須賀を拠点として護衛任務に従事する。

### 太平洋戦争中盤以降の行動
1942年（昭和17年）12月4日、日本海軍は、日本陸軍の九九式双発軽爆撃機を輸送するため空母龍鳳と冲鷹の投入を発令した。12月11日、龍鳳と護衛の駆逐艦時津風（第16駆逐隊）は、トラック泊地に向け横須賀を出撃する。
12月12日午前10時前後、龍鳳は八丈島東160浬で米潜ドラム(USS Drum, SS-228)から雷撃され、右舷中部に魚雷1本が命中した。
旗風を含め護衛艦艇や館山海軍航空隊は龍鳳援護のため出動。
旗風以下各艦の護衛により、龍鳳は辛うじて横須賀に帰投した。このあと、冲鷹と護衛の駆逐艦卯月はトラック泊地への輸送に成功。龍鳳が輸送予定だった陸軍機は空母瑞鶴（第一航空戦隊）が12月末～1月上旬にかけて輸送している。
1943年（昭和18年）2月1日、横須賀鎮守府の駆逐艦3隻（旗風、山雲、野風）は、扶桑型戦艦2番艦山城を護衛して内海西部を出発。2月3日夕刻、山城隊は横須賀に到着した。
同月中旬、駆逐艦3隻（山雲、旗風、野風）は長門型戦艦2番艦陸奥（前月中旬、トラック泊地より横須賀に帰投、在泊中）の護衛を命じられた。
2月15日午前11時、陸奥艦長山澄貞次郎大佐指揮下の3隻（陸奥、旗風、野風）は横須賀を出発。山雲を加え、内海西部に向かう。
2月16日夕刻、速吸瀬戸（豊後水道）を通過。護衛部隊（山雲、旗風、野風）は無事に陸奥を送り届けた。
18日、旗風艦長は横須賀防備戦隊司令官に対し、金刀比羅宮（香川県）に参拝する予定を通知した。
21日、旗風と野風（途中合流）は特設巡洋艦2隻（盤谷丸、西貢丸）を護衛して内海西部を出発。横須賀に向かった。横須賀到着後（盤谷丸と西貢丸は、駆逐艦海風と清波護衛下でトラック行き）、本艦は横須賀海軍工廠で入渠整備を行う。
2月25日、かつて旗風が所属していた第5駆逐隊は解隊された。
2月28日、呉軍港で軽巡洋艦大淀が竣工。横須賀の2隻（旗風、野風）は大淀の横須賀回航に際し、同艦護衛任務を命じられた。同任務を目前にした3月2日、横須賀港内にて爆雷調整中に事故が発生して損傷。約40名が死傷した。大淀の呉～横須賀護衛任務は、僚艦2隻（山雲、野風）が担当した。
5月26日、小泉四郎少佐（旗風艦長）は駆逐艦皐月艦長へ転任。前月9日に撃沈された駆逐艦磯波沈没時の艦長荒木政臣少佐が旗風駆逐艦長に補職される。
6月10日、荒木政臣少佐（旗風艦長）は、旗風および駆逐艦野分艦長の兼務を命じられた。
6月25日、旗風駆逐艦長に岡田静一少佐が任命され、艦長兼務を解かれた荒木は野分駆逐艦長に専念する。

### 太平洋戦争終盤の行動
1944年（昭和19年）3月1日、旗風駆逐艦長は岡田静一少佐から高柳親光大尉に交代。同月より松輸送に従事した。軽巡洋艦夕張を旗艦とする第1特設船団司令部（司令官：伊集院松治少将、後に第1護衛船団司令部に改称）が、東松3号船団を指揮する。東松3号船団の護衛艦は、軽巡夕張（旗艦）、駆逐艦3隻（旗風、玉波、雷）、水雷艇鴻、海防艦2隻（平戸、能美）、駆潜艇3隻。
3月22日に船団は東京湾から出航、28日にパラオ行き船団9隻（護衛艦3隻《玉波、平戸、能美》、輸送船6隻）を分離し、船団本隊は30日にサイパンへ到着した。この間、25日に護衛の第54号駆潜艇がアメリカの潜水艦ポラックの雷撃によって撃沈されたが、輸送船に被害はなかった。
復航船団は輸送船4隻と護衛艦6隻で4月3日にサイパンを出港、4月10日に横須賀へ無事に帰還した。一方、輸送船山陽丸を護衛してサイパンよりメレヨン島に向かった雷（第6駆逐隊）は、4月13日米潜水艦ハーダーにより撃沈された。
6月18日附で、旗風は連合艦隊（司令長官豊田副武大将）の指揮下に入る。6月25日附で、第十一水雷戦隊（司令官高間完少将）を指揮官とする『伊号輸送部隊』に加わった。
6月28日、第21駆逐隊司令指揮下の第三輸送隊（駆逐艦《若葉、初春、旗風、汐風、夕月》、輸送艦3隻《104号、152号、153号》、輸送船《能登丸》）は横須賀を出撃。
6月30日、3隻（旗風、汐風、能登丸）は第三号輸送部隊（本隊）より遅れて父島（小笠原諸島）に到着する。第三号輸送部隊は、既に硫黄島に向かっていた。だが能登丸の荷役が遅れたので、駆逐艦2隻（旗風、汐風）は第103号輸送艦を護衛して硫黄島に向かった。第103号輸送艦を護衛していた第24号海防艦は、前日に米潜水艦（アーチャーフィッシュ）により撃沈されていたのである。
7月1日未明、第103号輸送艦は硫黄島での揚陸に成功するが、同島の砂浜で座礁してしまう。護衛の2隻（旗風、汐風）に救助を依頼しようとしたが、既に見当たらなかった。第103号輸送艦は大発動艇により離岸に成功した。
午前9時、2隻（旗風、汐風）は父島に戻る。正午、3隻（旗風、汐風、能登丸）は父島を出発。7月3日、旗風を含め第十一水雷戦隊各艦は横須賀に帰投。伊号輸送部隊は解散した。
だが7月4日、米軍機動部隊艦載機（F6Fヘルキャット、ロケット砲装備機含む）は父島と硫黄島を襲撃する。硫黄島の所在兵力は大損害を受ける。また父島近海で第103号輸送艦が沈没、硫黄島で130号が沈没。同方面に残っていた3隻（清霜、皐月、夕月）は、辛うじて横須賀に帰投した。
7月下旬から8月上旬にかけて、旗風は引続き硫黄島方面輸送任務に従事する（往路は第3729船団、復路は第4208船団と改名）。8月4日、第4208船団は小笠原を出発して横須賀に向かうが、米軍機動部隊および水上艦艇部隊（指揮官ローレンス・T・デュボース少将）に襲撃され、大損害を受ける。
松型駆逐艦1番艦松（第二護衛船団司令官高橋一松少将旗艦。松艦長吉永源少佐）の奮戦により、輸送船は全滅したものの、護衛艦4隻（旗風、第4号海防艦、第12号海防艦、第51号駆潜艇）は生還した（スカベンジャー作戦）。

### ヒ87船団
1944年（昭和18年）12月26日、駆逐艦複数隻（神風、野風、旗風、呉竹、汐風、朝顔）は第三十一戦隊（司令官鶴岡信道少将）警戒部隊に編入。一方、内地にあった本艦はヒ87船団に編入され、東南アジアへのヒ船団を護衛することになった。ヒ87船団の編制は、旗艦神威（元水上機母艦、特務艦長藤牧美徳大佐）を筆頭に、タンカー（天栄丸、さらわく丸、松島丸、光島丸、黒潮丸、宗像丸、海邦丸）、貨物船（辰和丸）、旗風型駆逐艦「旗風」と海防艦4隻（御蔵、屋代、倉橋、第13号海防艦）という編制である。
さらに有人ロケット特攻兵器桜花を輸送する空母龍鳳および護衛の駆逐艦3隻（浜風、磯風、時雨）も加わっていた。
12月31日、ヒ87船団は本土を離れる。米潜水艦を警戒して沿岸海域を航海し、朝鮮半島西岸から黄海を経て大陸沿岸を南下、台湾へ向かった。
1945年（昭和20年）1月3日、アメリカ軍機動部隊第38任務部隊の台湾空襲が開始され、船団は舟山群島北方泊地へ退避した。
1月7日未明、タンカー「光島丸」が機関故障を起こして航行不能となり、旗風は応急修理をおこなう同船を護衛した。
同日11時27分、船団は米潜水艦に襲撃されてタンカー「宗像丸」が損傷を受けた。13時、4隻（龍鳳、時雨、浜風、磯風）は船団から先行するよう命じられ、先に台湾の基隆市へ向かう。基隆到着をもって時雨・浜風・磯風は龍鳳護衛任務を終え、龍鳳と分離して船団護衛に戻る。
1月8日、濃霧のため中港泊地に停泊中だった浜風とタンカーの海邦丸が衝突。第17駆逐隊司令新谷喜一大佐は司令駆逐艦を磯風に変更。損傷した浜風は馬公市（澎湖諸島）に回航された。時雨・磯風は神威と海邦丸を護衛したのち、19時30分高雄市に到着した。ここでヒ87船団は編制替を行い、磯風は基隆に引き返すと空母龍鳳と輸送船団を護衛として日本本土に戻った。
同日、時雨（第21駆逐隊）はサンジャック（ベトナム）所在の第二水雷戦隊（司令官古村啓蔵少将）への合流を、旗風は高雄（台湾）への回航を命じられる。
1月12日、米軍機動部隊艦載機の攻撃でヒ86船団（旗艦香椎）は海防艦3隻を残して全滅。
続いて1月15日、高雄市在泊中の日本軍艦艇は米軍機動部隊艦載機の攻撃を受け、「みりい丸」や「宗像丸」以下多数のタンカーや輸送船が沈没。旗風では午前10時42分、爆弾命中により火災が発生。18時に沈没した。
16日、船団は香港在泊中にも空爆され、被害を出した。アメリカ機動部隊跳梁を前に大船団を航行させると危険と判断した上層部は、ヒ87船団を二つに分割する24日、2つに分割されたヒ87船団のうち、ヒ87A船団（さらわく丸）を護衛していた時雨は、米潜水艦（ブラックフィン）の雷撃で沈没。時雨に護衛されていた「さらわく丸」は香港での空襲による機銃掃射、米潜（ベスゴ）の雷撃による魚雷命中(不発)、磁気探知式機雷の爆発と満身創痍となりながらも26日にシンガポールに到着したが、その後ヒ88J船団に参加中触雷し沈没した。
本艦が護衛していた「光島丸」は、その後ヒ89船団でシンガポールに到着。南号作戦で日本本土へ帰投後、太平洋戦争を生き残り1959年（昭和34年）まで運用された。
旗風最後の艦長となった高柳親光少佐や若松三郎大尉(旗風砲術長）達は1月30日附で各々の職務を解かれる。高柳少佐は2月10日附で松型駆逐艦「菫」艤装員長となり、7月15日まで菫艦長を務めた。
「旗風」は3月10日附で帝国駆逐艦籍および神風型駆逐艦から除籍された。

## 歴代艦長
※『艦長たちの軍艦史』243-244頁による。階級は就任時のもの。

### 艤装員長
1. 荒糺 少佐：1924年6月10日[27] - 1924年8月1日[29]

### 艦長
1. （心得）荒糺 少佐：1924年8月1日[29] - 不詳
2. 荒糺 中佐：不詳 - 1925年11月10日[41]
3. 古賀七三郎 少佐：1925年11月10日[41] - 1926年12月1日[51]
4. 鈴木田幸造 少佐：1926年12月1日[51] - 1928年3月15日[54]
5. 原顕三郎 中佐：1928年3月15日[54] - 1928年5月7日[56]
6. 山中順一 中佐：1928年5月7日[56] - 1928年12月10日[57]
7. 武田喜代吾 少佐：1928年12月10日[57] - 1930年12月1日[60]
8. 白石万隆 少佐：1930年12月1日[60] - 1931年11月14日[62]同日より予備艦
9. 阪匡身 少佐：1931年11月14日[62] - 1932年2月21日[65]
10. 園田昇 少佐：1932年2月21日[65] - 1933年5月17日[69]
11. 小田為清 少佐：1933年5月17日[69] - 1934年11月15日[71]
12. 高橋亀四郎 少佐：1934年11月15日[71] - 1936年6月15日[90]
13. 赤沢次寿雄 少佐：1936年6月15日[90] - 1937年12月15日[94] ※1937年2月9日より予備艦
14. （兼）古閑孫太郎 少佐：1937年12月15日[94] - 1938年1月2日[95]
15. 菅原六郎 少佐：1938年1月2日[95] -  1938年8月23日[100]
16. 梶原正見 少佐：1938年8月23日[100] - 1938年12月15日[106]
17. （兼）井上規矩 少佐 1938年12月15日[106] - 1939年1月10日[107]
18. （兼）角田千代吉 少佐 1939年1月10日[107] - 1939年10月10日[108]
19. 山下鎮雄 少佐：1939年10月10日[108] - 1940年10月15日[112]
20. 入戸野焉生 少佐：1940年10月15日[112] - 1942年11月10日[149]
21. 小泉四郎 少佐：1942年11月10日[149] - 1943年5月26日[187]
22. 荒木政臣 少佐：1943年5月26日[187] - 1943年6月25日[190]
23. 岡田静一 少佐：1943年6月25日[190] - 1944年3月1日[191]
24. 高柳親光 大尉：1944年3月1日[191] - 1945年1月30日[263]